# Бобота
Бобота је насељено место у општини Трпиња, Вуковарско-сремска жупанија, Република Хрватска.

## Историја
Бобота је као село постојала у средњем веку. Помиње се 1296. године када је била имање племићке породице – односно старог племена мађарског народа. Под непознатим околностима становништво се расељава и следећим податком из 1366. године види се да је место насељено православним Србима. За време Турака у Боботи је било око 30 српских кућа.
Положај тадашњег села није био на истој локацији као данашња Бобота, али је тачно познат и у дотурско доба описан је у мапи о омеђивању из 1269. године. Само насеље лежало је на месту где је данас Стара Бобота (део атара села Бобота), нешто северозападније од данашњег села, на земљишту са леве стране Вуке.
Године 1687. насеље се распало, породице су се раселиле, тако да је село било пусто све до 1697. године када долазе нови досељеници Срби и недалеко од старог насеља у шумама граде своје колибе, укупно њих 14.
Од старих породица није се одржала ни једна. Нове породице су дошле из Бачке, Мачве, Црне Горе, нешто из западне Славоније, а највише из Барање. Насељавање породица трајало је све до 1720. године, тако да се из пописа 1723. године види да је у Боботи било 90 српских породица, 1811. године 167 домова са 1.461 душом. 1905. године било је 418 домова са 2.570 душа.
Године 1785. у Боботи постоји српска школа, чији је магистер (учитељ) био Лазар Стојановић.
Бобота је 1885. године место у Даљском срезу, у којем живи 1982 становника.
За време Првог светског рата Бобота је била под аустроугарском влашћу. Бобоћани су скупили помоћ од 3.500 форинти српском Црвеном крсту у Београду. Око стотињак Бобоћана је мобилисано и послато на два фронта, аустро-руски и аустро-српски. Основни циљ и жеља им је била да пређу на српску страну. Након преласка на српску страну учествовали су у многим офанзивама. Из рата се вратило око четрдесетак Бобоћана, пола из Русије, пола из Солуна, а било је и учесника у Октобарској револуцији. У борбама на страни српске војске погинуло је и нестало око тридесетак Бобоћана.
У Боботи се између два светска рата оснива неколико организација. Прва у низу је четничка организација основана крајем 1921. године под називом „Петар Мркоњић“.
За време Другог светског рата у Боботи је подигнут устанак у овом крају против нацистичког окупатора и злогласне НДХ. У току Другог светског рата као борци НОБ-а погинуло је 96 мештана, у Дудику је стрељано 17 мештана, у логору Јасеновац 642 мештана, у логору Земун 29, тројица су убијена у Немачкој, две особе су убијене у Загребу, по једна у Вуковару и логору Стара Градишка и 8 у Боботи. Укупно 799 особа.

## Споменици
У центру села се налази православна црква посвећена светом великомученику Георгију, зидана од 1763. до 1778. године. Такође, недалеко од цркве се налази и споменик палим борцима и жртвама фашизма из Другог светског рата.

## Образовање
Постоји осмогодишња основна школа са неколико истурених одељења у суседним селима.

## Култура
У Боботи је активно културно-уметничко друштво "Ђоко Патковић".

## Спорт
- Фудбалски клуб Борац Бобота
- Шаховски клуб „Протеин"

## Демографија
На попису становништва 2011. године, Бобота је имала 1.491 становника.
Према попису становника из 2001. године, Бобота је имала 1.651 становника, тј. 530 породичних домаћинстава.

## Попис 1991.
На попису становништва 1991. године, насељено место Бобота је имало 1.881 становника, следећег националног састава:
| Попис 1991.‍   | Попис 1991.‍  | Попис 1991.‍ | Попис 1991.‍ | Попис 1991.‍ |
| ------------- | ------------ | ----------- | ----------- | ----------- |
|               |              |             |             |             |
| Срби          | Срби         |             | 1.769       | 94,04%      |
| Хрвати        | Хрвати       |             | 56          | 2,97%       |
| Југословени   | Југословени  |             | 34          | 1,80%       |
| Мађари        | Мађари       |             | 3           | 0,15%       |
| Муслимани     | Муслимани    |             | 3           | 0,15%       |
| Русини        | Русини       |             | 3           | 0,15%       |
| Чеси          | Чеси         |             | 1           | 0,05%       |
| неопредељени  | неопредељени |             | 8           | 0,42%       |
| непознато     | непознато    |             | 4           | 0,21%       |
| укупно: 1.881 |              |             |             |             |

## Знамените личности
- Богољуб Вукајловић Лала, народни херој Југославије